# Súly
A fizikában a súly az az erő, amellyel a test az alátámasztást nyomja vagy a felfüggesztést húzza. Tehát például egy asztalon lévő könyv súlya az az erő, amellyel az asztalt nyomja (a levegőre kifejtett nyomóerők kiegyenlítik egymást). Gyakran keverik a tömeggel, köznapi nyelvben a két szót szinonimaként használják. Azonos tömegű testek különböző erősségű gravitációs terekben különböző súlyúak, mert a testre ható gravitációs erőt a test közvetíti a környezetének, és ez adja általában a test súlyát.
A súly azonban függ a test gyorsulásától is. Például a Föld gravitációs terében függőlegesen gyorsuló test súlya: {\displaystyle {\vec {G}}=m({\vec {g}}+{\vec {a}})}, ahol m a test tömege, {\displaystyle {\vec {g}}} a nehézségi gyorsulás, {\displaystyle {\vec {a}}} pedig a test gyorsulása. Utóbbi előjele úgy értendő, hogy {\displaystyle {\vec {a}}} pozitív, ha a test felfelé gyorsul, és negatív, ha lefelé.
Ha {\displaystyle {\vec {a}}=-{\vec {g}}}, akkor a test a súlytalanság állapotában van.
A súly SI-mértékegysége a newton (ejtsd: nyúton), aminek a jele: N. 1 N = 1 kg·m/s2 vagyis az az erő, ami 1 kg tömegű testet 1 s alatt 1 m/s-ra gyorsít fel. Az SI bevezetése előtt (Magyarországon 1980-ban) használatos volt a kilopond (kp) mint súlyegység, amely egy 1 kg tömegű tárgy súlyát jelölte, ezen kívül alapmértékegysége volt a Műszaki–technikai mértékegységrendszernek is.
A súlyerőre vonatkozóan továbbiakat találunk az erőtérről szóló cikkben.

## Definíciója
A 3. CGPM 70. számú határozata a következőket tartalmazza:
Az a szó, hogy „súly” az erővel azonos természetű fizikai mennyiséget jelöl: egy test súlya a tömegének és a gravitációs gyorsulásnak a szorzata. A szabványos súly a test tömegének és a nehézségi gyorsulás konvencionális valódi értékének szorzata.
A gravitációs gyorsulásnak az Általános Súly- és Mértékügyi Konferencia által elfogadott konvencionális értéke 980,665 cm/s2, amelyet több ország már előzőleg törvényerőre emelt.
Megjegyzés: 1901-ben nem használták még a konvencionális valódi érték kifejezést. A fordításnál már használnunk kell a Nemzetközi Metrológiai Értelmező Szótárban (VIM) foglaltak szerint.
A gravitációs gyorsulás konvencionális értékének jele: gn

## Egyéb jelentése
A súly kifejezés másik értelmezése: mérték (mérlegsúly). Tehát nem elvont fogalom (erő), hanem valóságosan is létező tárgy.